# Espérame en el cielo
Espérame en el cielo és una pel·lícula espanyola estrenada en 1988, dirigida per Antonio Mercero i interpretada per Pepe Soriano, José Sazatornil i Chus Lampreave. Presa el seu nom de la cançó Espérame en el cielo cantada per Antonio Machín, que és el tema principal de la banda sonora.

## Argument
Paulino Alonso (Pepe Soriano) és un ortopedista que té una gran semblança física amb Franco. Durant una gresca privada, Paulino és segrestat per agents del govern al comandament d'Alberto Sinsoles (José Sazatornil), "cap de propaganda nacional", amb la finalitat d'utilitzar-lo com a doble de Franco en les seves aparicions públiques de risc; comença així un "entrenament" en els gestos i maneres del dictador, que Paulino acaba aprenent. Mentrestant, la seva dona (Chus Lampreave) i amics estan convençuts que ha mort, per la qual cosa decideixen intentar contactar amb ell per mitjà de sessions d'espiritisme, però els resultats no són els esperats... Mentrestant, Paulino Alonso és ja pràcticament impossible de distingir de Franco per ningú (ni tan sols per la seva dona). Absolutament per ningú. Però no està conforme amb la seva destinació i pensa a revoltar-se, si bé únicament aconseguirà una fugaç trobada amb la seva esposa, amb la qual acorda comunicar-se pessigant-se l'orella, gest que ella podrà veure durant les transmissions del NO-DO (una visita a les mines de carbó, una entrevista amb l'ambaixador d'Egipte, la inauguració de l'embassament d'Entrepeñas…). Al final de la pel·lícula, es descobrirà que Paulino ha suplantat per complet al dictador, fins al punt que ha estat ell i no Franco l'enterrat a la Valle de los Caídos.

## Repartiment
- Pepe Soriano - Francisco Franco
- José Sazatornil - Alberto Sinsoles
- Chus Lampreave - Emilia
- Manuel Codeso Ruiz - Luis
- Amparo Valle - Rosa
- Paco Cambres - Capellà del Pardo
- José Luis Barceló - Almirall Carrero Blanco
- Josefina Calatayud - Carmen Polo
- Pedro Civera - Ambaixador egipci

## Premis i candidatures
3a edició dels Premis Goya
| Categoria                        | Persona                                       | Resultat  |
| -------------------------------- | --------------------------------------------- | --------- |
| Millor pel·lícula                | Millor pel·lícula                             | Candidata |
| Millor director                  | Antonio Mercero                               | Candidat  |
| Millor actor protagonista        | Pepe Soriano                                  | Candidat  |
| Millor actriu de repartiment     | Chus Lampreave                                | Candidata |
| Millor actor de repartiment      | José Sazatornil                               | Guanyador |
| Millor guió original             | Horacio Valcárcel Romà Gubern Antonio Mercero | Candidats |
| Millor maquillatge i perruqueria | Ángel Luis de Diego Alicia Regueiro           | Candidats |